# Бажи
Бажи (фр. Bajus) насеље је и општина у североисточној Француској у региону Север-Па де Кале, у департману Па де Кале која припада префектури Арас.
По подацима из 2011. године у општини је живело 340 становника, а густина насељености је износила 115,65 становника/km². Општина се простире на површини од 2,94 km². Налази се на средњој надморској висини од 100 метара (максималној 158 m, а минималној 87 m).

## Демографија
| 1962. | 1968. | 1975. | 1982. | 1990. | 1999. | 2011. |
| ----- | ----- | ----- | ----- | ----- | ----- | ----- |
| 191   | 205   | 202   | 280   | 290   | 273   | 340   |

График промене броја становника у току последњих година